# زمین‌لرزه ۱۳۴۷ دشت‌بیاض و کاخک
زمین‌لرزه دشت بیاض و زمین لرزه فردوس ، دو زمین لرزه بزرگ و جداگانه بودند که اولین زلزله در تاریخ ۹ شهریورماه ۱۳۴۷ حوالی ساعت ۱۴:۱۷ به بزرگی ۷٫۱ ریشتر منطقه دشت بیاض و کاخک و دومی در حدود بیست و یک ساعت بعد یعنی حوالی ساعت ۱۰:۴۷ روز ۱۰ شهریور ۱۳۴۷، با بزرگی ۶٫۴ ریشتر شهر فردوس را، که در اثر زلزله دشت بیاض تنها اندکی آسیب دیده بود، تقریباً به‌کلی ویران کرد. بعضی از مجروحان که در زلزله ۹ شهریور دشت بیاض زنده مانده و از دشت بیاض به فردوس منتقل شده بودند، در زلزله ۱۰ شهریور فردوس در بیمارستان کشته شدند.

## کشته‌ها و خرابی‌ها
کشته‌شدگان این دو زمین‌لرزه در آمارهای مختلف، بین ۷٬۰۰۰ تا ۱۲٬۰۰۰ نفر بیان شده‌اند. همچنین در این زمین‌لرزه، حدود ۱۲٬۰۰۰ خانهٔ مسکونی ویران شد و حدود ۷۰٬۰۰۰ نفر بی‌خانمان شدند. در زمین لرزه ۱۰ شهریورماه ۱۳۴۷ قسمت بزرگی از شهر باستانی تون بکلی ویران شد.

## واکنش‌ها
- شاه: محمدرضا شاه و فرح، ظهر چهارشنبه ۱۳ شهریور، با هواپیما به بیرجند رفته و سپس خضری را بازدید کردند. آنها، صبح پنج‌شنبه ۱۴ شهریور، راهی کاخک شدند که گفتنی است حدود ۵۰۰ واحد سازمانی به دستور شخص محمد رضا شاه در منطقه کاخک برای مردم زلزله زده ساخته شد و امکانات و تمهیداتی برای امرار معاش مانند چادر(سرپناه) و مواد غذایی و تحصیل برای دانش آموزان بی سرپناه در چادر های صحرایی برای مدت سه سال با بودجه دولتی تامین شد.
- دولت: امیرعباس هویدا، نخست‌وزیر وقت، روز یکشنبه ۱۰ شهریور، به مناطق زلزله‌زده رفت تا از نزدیک مدیریت بحران را بر عهده بگیرد.[۶] همچنین شهردار وقت شهر کاخک و عده ای از مردم محلی نقل قول کرده اند که به قدری میزان تلفات جانی زیاد بوده که هویدا و چند تن از همراهان وی گریسته اند.
- مراجع تقلید شیعه: تعدادی از مراجع تقلید از جمله خوانساری، گلپایگانی و شریعتمداری، پیام‌های تسلیت و همدردی منتشر کردند.
- افراد سرشناس: برخی از شخصیت‌های سرشناس، پس از این زمین‌لرزه، راهی این مناطق شدند از جمله دکتر شریعتی.

### جشن هنر شیراز
دومین دوره جشن هنر شیراز، به‌دلیل وقوع این زمین‌لرزه، بدون تشریفات و با یک روز تأخیر گشایش یافت. جشن هنر شیراز از سال ۱۳۴۶ تا ۱۳۵۶، هر ساله در شهریورماه برگزار شد.

### اشاره رهبر جمهوری اسلامی به این زمین‌لرزه
سید علی خامنه ای، در سال ۱۳۹۱، پس از بازدیدی که از مناطق زلزله‌زده در زمین‌لرزه استان آذربایجان شرقی داشت، به زمین‌لرزهٔ فردوس اشاره کرد و گفت: «در زلزلهٔ فردوس، که این شهر بزرگ تقریباً با خاک یکسان شده بود، در طول دو ماه، تنها دو بار شیر و خورشید به مردم از نظر اجناس و مواد غذایی کمک کرد؛ حالا چادر و پتو و اینها که هیچ، آن که خیلی خیلی کم و غیرقابل ذکر بود.» وی ضمن بیان خاطرات خود از زلزله هولناک سال ۱۳۴۷ افزود: «من همان وقت منبر رفتم و سخنرانی کردم و از مردم پرسیدم که شیر و خورشید به شماها چه داده. به نظرم گفتند در طول این دو ماه، صد گرم شکر دادند. به همین تناسب، اجناس مختصری داده بودند، نه اجناس لازم زندگی. خب، ما آنجا رفتیم، دیدیم و کار کردیم.»